# Saqr I bin Rashid al-Qasimi
Saqr I bin Rashid al-Qasimi (in arabo صقر بن راشد القاسمي‎?; ... – 1803), è stato emiro di Sharja e Ras al-Khaima dal 1777 al 1803 e capo della federazione marittima di al-Qasimi..

## Biografia
Ascese al trono dopo l'abdicazione di suo padre, lo sceicco Rashid bin Matar che fu capo degli al-Qasimi per circa 30 anni

Saqr sposò la figlia dello sceicco Abd Allah Al Ma'in di Qeshm, un alleato chiave di suo padre, cementando un'alleanza tra gli Al Ma'in e gli al-Qasimi che consolidò il potere degli al-Qasimi a Qeshm e Bandar Lengeh e diede loro un controllo efficace al punto di accesso del golfo Persico.
La forte leadership di Saqr aiutò gli al-Qasimi a espandere i loro legami commerciali, prendendo piede nelle città costiere di Bandar-e Charak, Bandar Lengeh e Shinas, sul lato iraniano del golfo Persico, e le isole di Sirri, Qeshm e Kish e Ras al-Khaima e Rams sul costa araba, una zona conosciuta come Sir in quei tempi.

## Accuse di pirateria
Ad un certo punto, durante il periodo di passaggio tra i regni di Rashid a Saqr, gli inglesi accusarono per la prima volta gli al-Qasimi di pirateria, dopo che una nave di proprietà della Compagnia delle Indie Orientali fu catturata al largo della costa di Ras al-Khaima. Pressato dagli inglesi per spiegare le loro azioni, la risposta degli al-Qasimi e dello stesso Rashid fu che la nave stava volando con i colori dell'Imam di Mascate, con cui gli al-Qasimi erano in guerra. Un'inchiesta portò a una nota scritta da Francis Warden, segretario capo del governo di Bombay, che affermava che non prima del 1796 poteva arrivare un atto di aggressione da parte degli al-Qasimi contro la bandiera britannica. Ciononostante, il dado era tratto: gli al-Qasimi sarebbero entrati in un conflitto crescente con l'alleato del loro nemico di Mascate, gli inglesi.
Nel maggio del 1797, lo snow Bassein venne catturata dagli al-Qasimi. Gli assalitori, dopo averla riconosciuta come nave britannica, la lasciaro e fu permesso a essa di procedere verso Bassora. In risposta a una protesta del governo britannico, Saqr scrisse: "Dio non voglia che io pensi di catturare le tue navi".
Un altro incidente coinvolse la Viper a Bushehr nel settembre del 1797. L'imbarcazione britannica fu coinvolta in un conflitto tra gli al-Qasimi e le navi del Sultanato di Mascate e Oman. La nave prese fuoco a causa di un colpo partito dai vascelli degli al-Qasimi. Ancora una volta, Saqr tentò di dimostrare l'amicizia con gli inglesi e promise di portare davanti alla giustizia suo nipote, lo sceicco Saleh, che era stato a comando delle navi dell'emirato.
All'inizio del secolo, le forze wahhabite dell'Emirato di Dirʿiyya iniziarono ad invadere l'area e la loro minaccia contro l'oasi di al-Buraymi spinse il sultano di Mascate e Oman a raggiungere la pace con Saqr.
Morì nel 1803 e gli succedette suo figlio, Sultan.